# 잠수함대
잠수함대(일본어: 潜水艦隊 센스이칸타이[*], 영어: Fleet Submarine Force)은 잠수함부대의 관리통제를 맡고 있는 해상자위대의 사령부로, 요코스카 기지 후나코시 지구에 있다.

## 역사
1980년에 발표된 쇼와 55년 11월 29일 법률 제39호"防衛庁設置法等の一部を改正する法律→방우성 설립법 등의 일부를 개정하는 법률"에 따라 1981년 2월 10일, 잠수함대가 자위함대 직할부대로 창설되었다.
2006년 통합막료감부 직책이 신설됨에 따라 전력행사자(フォースユーザ― (事態対処責任者))와 전력제공자(フォースプロバイダー (練度管理責任者))제도가 도입됨에 따라 잠수함대 사령관은 잠수함부대 관리통제권한을 행사하며, 상황에 따라 작전통제권한을 가진 자위함대 사령관에게 잠수함 부대를 파견한다.

## 편성
- 제1잠수함군 - 구레 기지; 1965년 2월 1일
- 제2잠수함군 - 요코스카 기지 구스네가우라 지구; 1973년 10월 16일
- 제1연습잠수대 - 구레 기지; 2000년 3월 29일
- 잠수함교육훈련대 - 구레 기지; 1981년 2월 10일
  - 요코스카 잠수함교육훈련분견대 - 요코스카 아라이 지구; 2002년 3월 22일

## 참고
1. ↑  “法律第九十三号（昭五五・一一・二九）” (일본어). 衆議院. 2020년 2월 2일에 확인함.